# Малютка (стиральная машина)
Малю́тка — малогабаритная стиральная машина, производившаяся на Уралмашзаводе с 1973 по 1996 годы.

## История

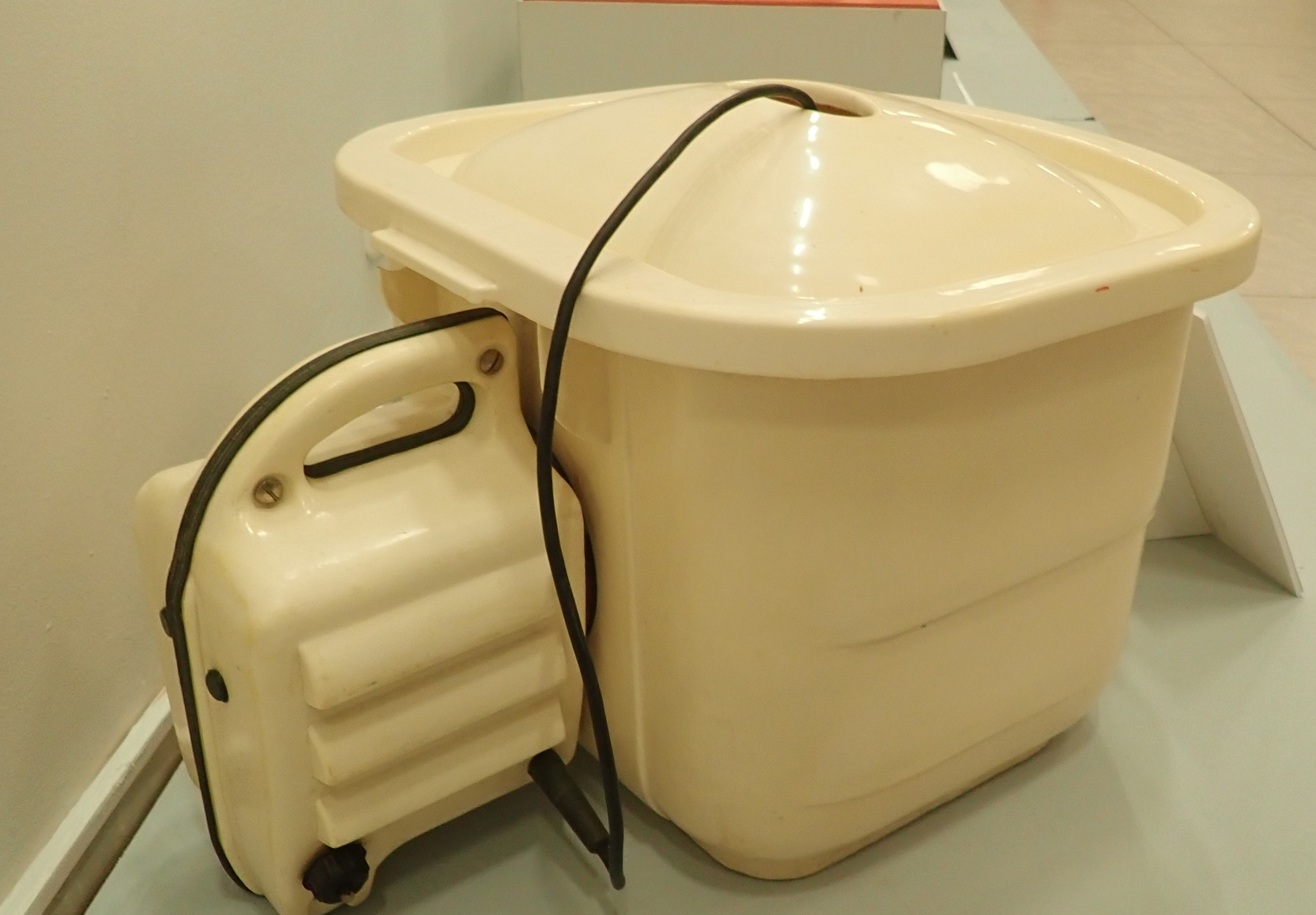
Модель СМ-1 в Музее истории и археологии Урала

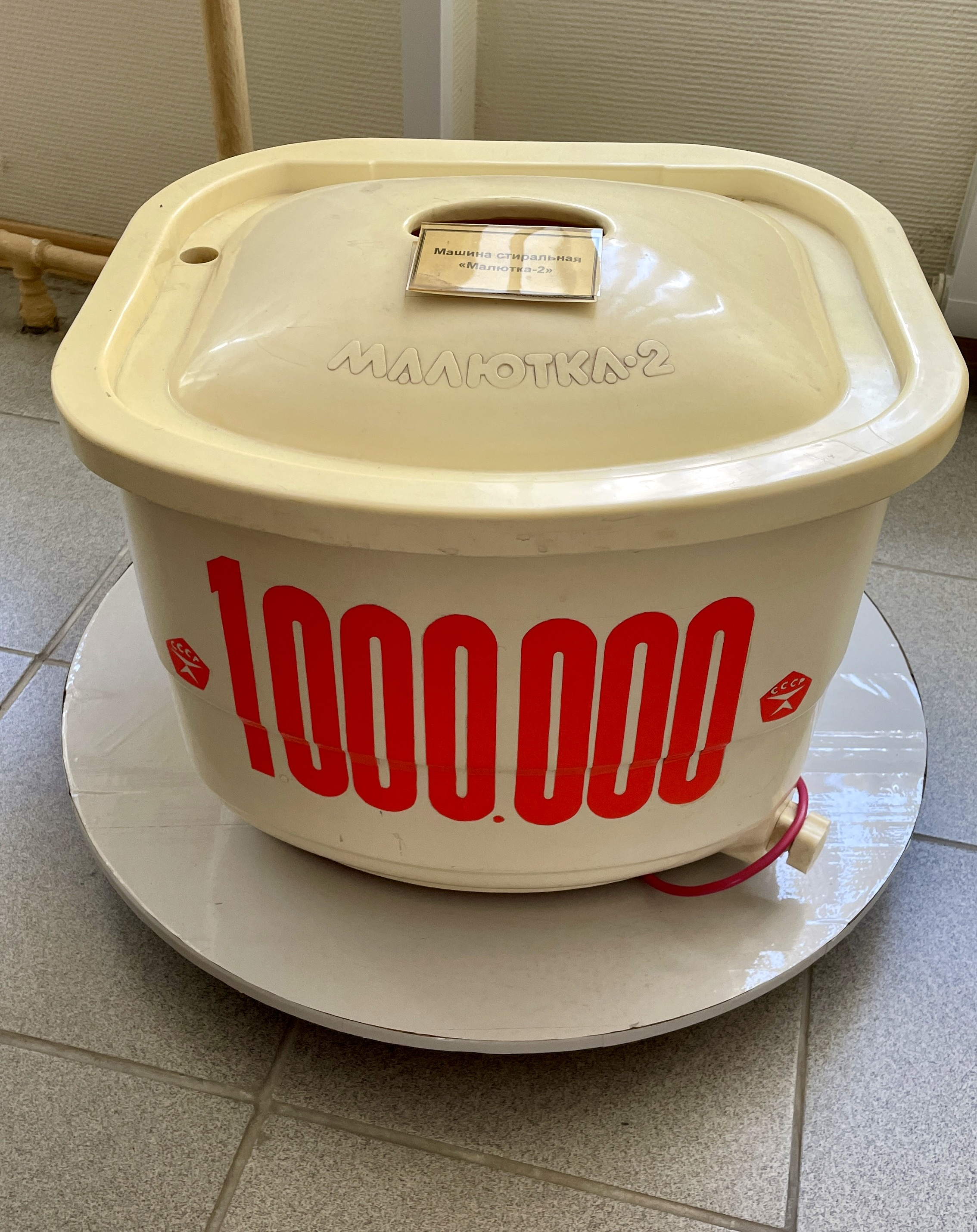
Миллионный экземпляр в экспозиции музея УЗТМ

30 декабря 1966 года ЦК КПСС и Советом Министров СССР было принято совместное постановление «О максимальном использовании имеющихся резервов и местных возможностей для увеличения производства товаров народного потребления». В результате на Уралмашзаводе в Свердловске в 1967 году было начато производство спортивных гантелей, сувениров, хлебниц и туристической мебели «Отдых».
Для освоения производства новых товаров народного потребления в 1969 году в конструкторском отделе общего машиностроения НИИ Тяжмаша была сформирована отдельная конструкторская группа в составе Ф. Г. Гареевой, Г. Я. Яковлевой и Л. Д. Слепцовой. Руководство группой было поручено С. Б. Наварской. Задачей конструкторов было создание малогабаритной стиральной машины весом не более 10 кг, которая бы вмещалась в компактные советские квартиры в хрущёвках. Главный конструктор Уралмашзавода Миценгендлер И. С. привёз из Москвы миниатюрную стиральную машинку «Фея», производившуюся в то время во Франции, предложив использовать её в качестве прототипа. Для уменьшения габаритных размеров конструкторы добились от производителей электродвигателей внесения изменений в их конструкцию, также для оптимизации габаритов было решено убрать передачи между электродвигателем и активатором машины. Были спроектированы пластиковые корпус и бак машинки. Итоговые габариты «Малютки» составили 45×55×37 см.
Для обеспечения нового производства в посёлке Красном был запущен отдельный участок пластмасс, производивший пластик марки АБС 2020, состоящий, как и все АБС-пластики, из акрилонитрила, бутадиена и стирола. По результатам испытаний, этот пластик выдерживал требуемые нагрузки. С запуском участка пластмасс в 1973 году было начато серийное производство «Малюток», до конца этого же года было выпущено 24 тысячи стиральных машинок. За изобретение «Малютки» С. Б. Наварская получила премию в виде легкового автомобиля.
Несмотря на непривычный внешний вид, благодаря рекламной кампании и надёжности конструкции, «Малютки» быстро стали крайне популярными у потребителей. Розничная цена машинки составляла 38 рублей.
В 1978 году стиральная машина «Малютка» получила Государственный знак качества. 26 сентября 1981 года была произведена полумиллионная стиральная машина. Руководство Уралмашзавода также использовало популярные машинки для бартерных сделок.
Объёмы производства «Малюток» с 1973 по 1990 год достигали 50 тыс. штук в месяц. В начале 1990-х годов после появления на рынке зарубежной бытовой техники популярность «Малюток» стала резко падать. К 1996 году выпуск «Малюток» сократился до 1500 штук в месяц. Вскоре производство было свёрнуто.